# Olga Alekseeva
Olga Alekseeva (Tartu, 12 marzo 1982) è una schermitrice estone, specializzata nella spada. Ha vinto una medaglia d'argento ai Campionati mondiali di scherma.